# Viola exigua
Viola exigua är en violväxtart som beskrevs av Wilhelm Becker. Viola exigua ingår i släktet violer, och familjen violväxter. Inga underarter finns listade i Catalogue of Life.